# 제비원로
제비원로(-路)는 경상북도 안동시 정하동에서 안동시 북후면 오산리를 연결하는 도로이다. 국도 제5호선의 일부이다.

## 주요 경유지
- 안동경찰서
- 제일생명 교차로
- 서부치안센터
- 안기동 주민센터
- 안동 이천동 석불상

## 주요 교차도로
- 육사로
- 경동로
- 서동문로
- 북순환로
- 경북대로